# ヤルンツァンポ川
ヤルンツァンポ川（ヤルンツァンポがわ、チベット文字：ཡར་ཀླུངས་གཙང་པོ་; ワイリー方式：yar kLungs gTsang po; 蔵文拼音：Yarlung Zangbo）、雅魯蔵布江（中国語: 雅魯藏布江、拼音: Yǎlǔ Zàngbù Jiāng、中国語: Yalung Zangpo River）は、中国のチベット自治区で最長の川である。名称のうち「ツァンポ」の部分は、おそらくはこの川がウー・ツァン（中国語名：衛蔵）に発し、チベットを貫いて流れことによっている。川はラサの南を経て、ほぼ西から東に横断したあと南下して、チベットからインド領へ流れて、名称がブラマプトラ川と呼ばれ、バングラデシュを経て、ベンガル湾へそそぐ。

## 海までの経路
ヤルンツァンポ川はチベット高原用に端を発する河川で、世界で最も源流の標高が高い。チベット高原を離れると、ヤルンツァンポ川は地球上で最も大規模で深い峡谷を刻み、雅魯蔵布大峡谷を形成している。
ヤルンツァンポ川はブラマプトラ川の上流部を成し、インドのアルナーチャル・プラデーシュ州に至る河川である。アルナーチャル・プラデーシュ州から下流は、一挙に川幅が広がり、シアング川 (Siang) と名を変える。シアング川と名前を変えた後、アッサム州に達すると、ブラマプトラ川と再び名称が変わる。ブラマプトラ川はアッサム州に続いて、ラムナバザール (Ramnabazar) でバングラデシュへ入る。低地のバングラデシュでは文字による記録が残っている期間ですら流路が変化しており、200年ほど前までは、そこから東流してボイロブ・ウポジラ近くでメグナ川に注いでいた。この古くからの流路は、徐々に干上がってきた。現在の主な流路は、ジョムナ川と呼ばれ、南流して、バングラデシュではポッダ川と呼ばれるガンジス川に注いでいる。なお、最終的にガンジス川はインド洋へと注ぐ。

## 流域

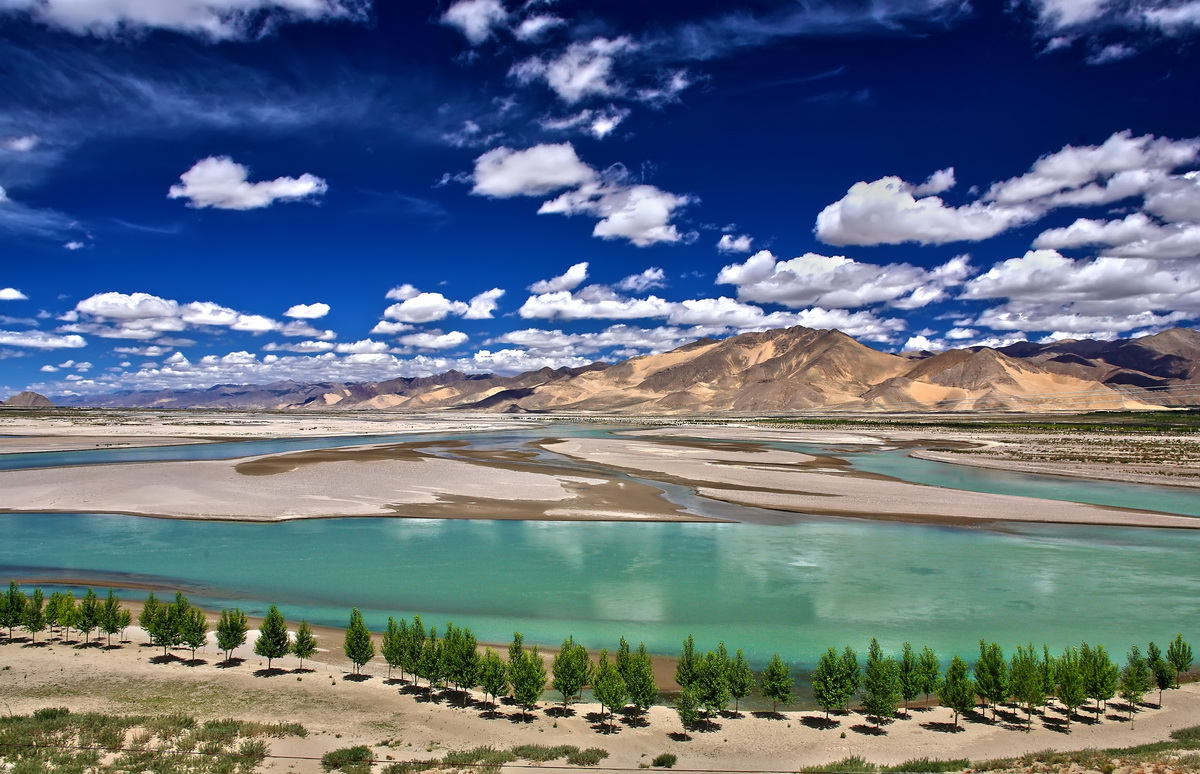
シガツェ市を流れるヤルンツァンポ川。

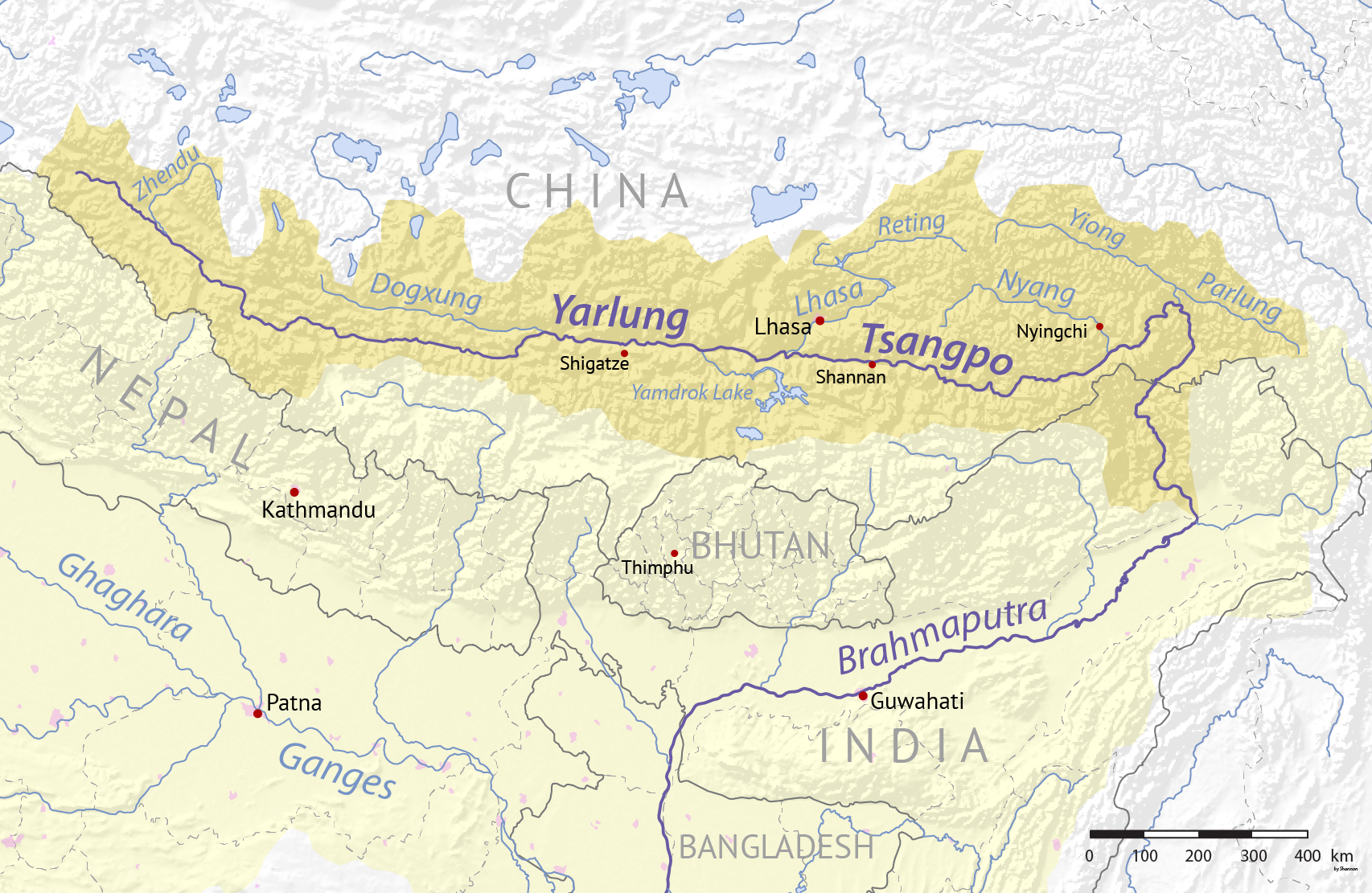
ヤルンツァンポ川の地図。

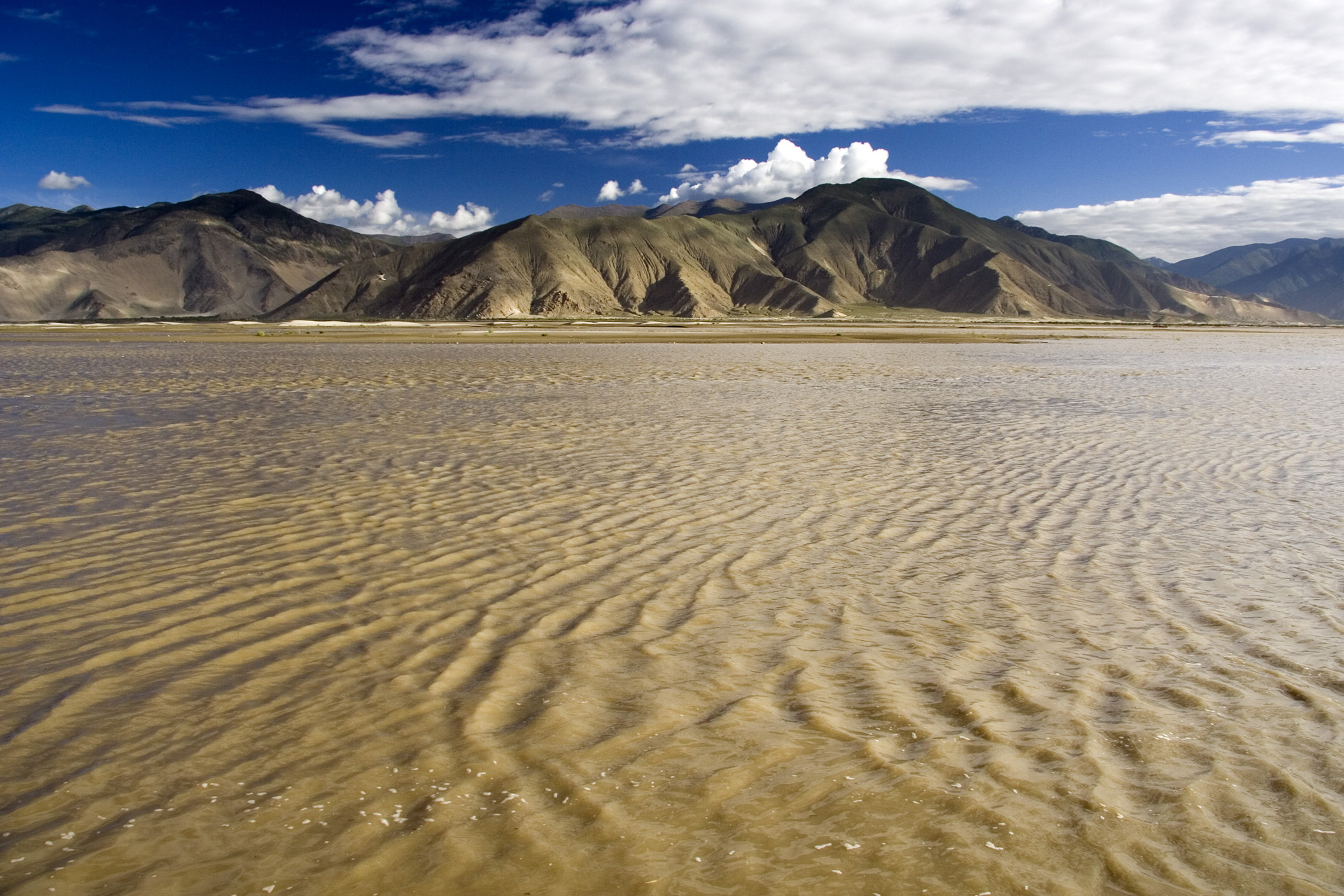
ヤルンツァンポ川の堆積物。

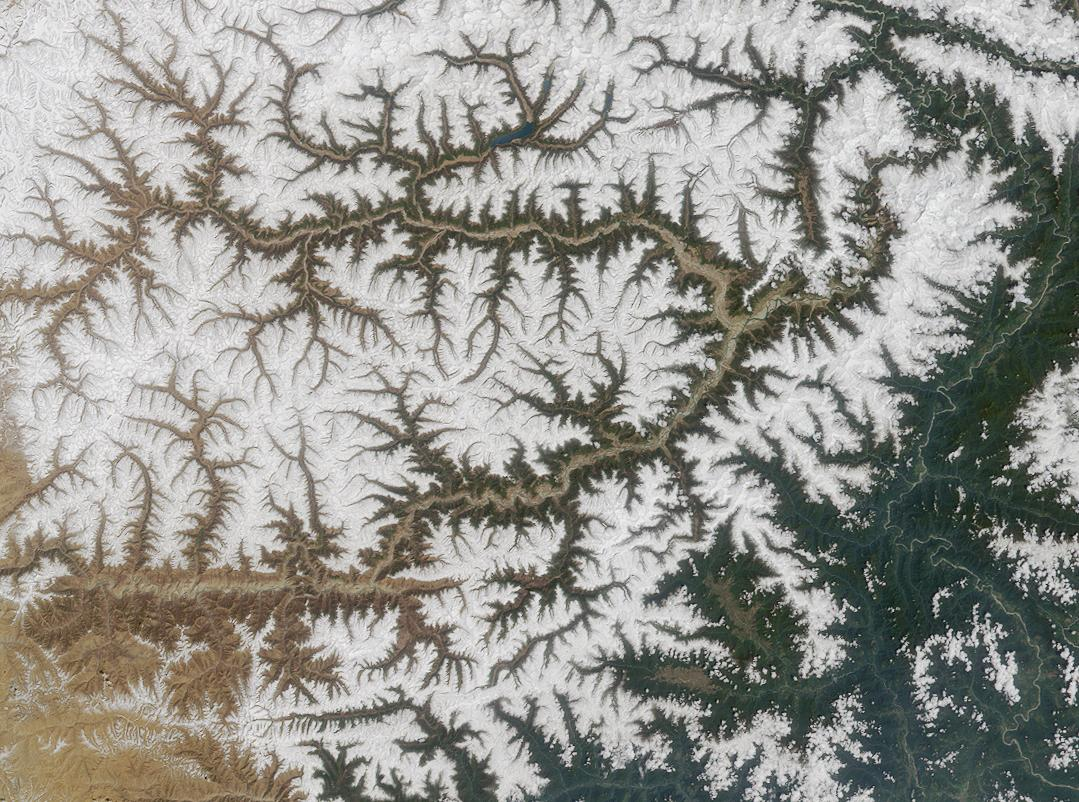
チベットを貫き、2つの頂き、ナムチャバルワとギャラ・ペリの麓を流れるヤルンツァンポ川。この写真の中心は、。

以下の節では、ヤルンツァンポ川と呼ばれる部分についてのみ記述する。

### 流路
ヤルンツァンポ川は、カイラス山とマーナサローワル湖の南東に位置する西チベットのアングシ氷河に発し、南チベット峡谷と雅魯蔵布大峡谷を刻んで流れ、インドのアルナーチャル・プラデーシュ州に至る河川である。これより下流は名称が変わる。
ヤルンツァンポ川の支流の中で最も長いのは、ニャン川である。主な支流としては、ラサ川、ニャン川、パールンツァンポ川が挙げられる。
チベットでは、流出する河川は、長さ1200 km、幅300 kmに達する南チベット峡谷を通る。この峡谷は、標高4500 mから、3000 mまでを流れ下る。流れ下るにつれ、寒冷な砂漠から乾燥したステップへ、さらに落葉樹の低木が生育する地域へと、流域の植生は変化する。最終的に植生は、針葉樹やツツジの森に変化する。森林限界は、おおよそ標高3200 mである。チベットの首都であるラサの近郊の砂岩層には、磁気を帯びた鉱物も含まれており、過去に地球の磁界が変化した痕跡が残されている。
ヤルンツァンポ川が形成する盆地は、南側はヒマラヤ山脈、北側はカン・リンポチェ（カイラス山）とニェンチェンタンラ山脈に囲まれており、チベットの中でも北方の、より標高が高い地域よりも穏やかな気候に恵まれており、チベット自治区の人口の大部分は、この盆地に居住している。
ヤルンツァンポ・グランド・キャニオン (Yarlung Tsangpo Grand Canyon) とも呼ばれる雅魯蔵布大峡谷は、ナムチャバルワ付近でチベット高原から流れ出る際に馬蹄形状に流れが湾曲し、世界で最も深く、また最も長いと言えるかもしれない峡谷が刻まれているとされる。
ヤルンツァンポ川の経路上には、3か所の大きな滝がある。最も大規模な瀑布は、「秘密の滝 (Hidden Falls)」と称され、1998年に至るまで西洋には広報されておらず、西洋人による目撃が「発見」と称されることも、短い期間ながらあった。このような目撃は、初期にこの地域に接した西洋人達が、チベット人の猟師や僧侶から話を聞かされながら、当時の西洋人探検家たちが発見できなかった大きな滝の発見とされたこともあった。しかし、中国当局は、そのような主張に対して抗議し、中国側の地理学者達が1979年以来、峡谷を探検し、1987年には滝の写真をヘリコプターから撮影していたと指摘している。

## カヤックによる探検

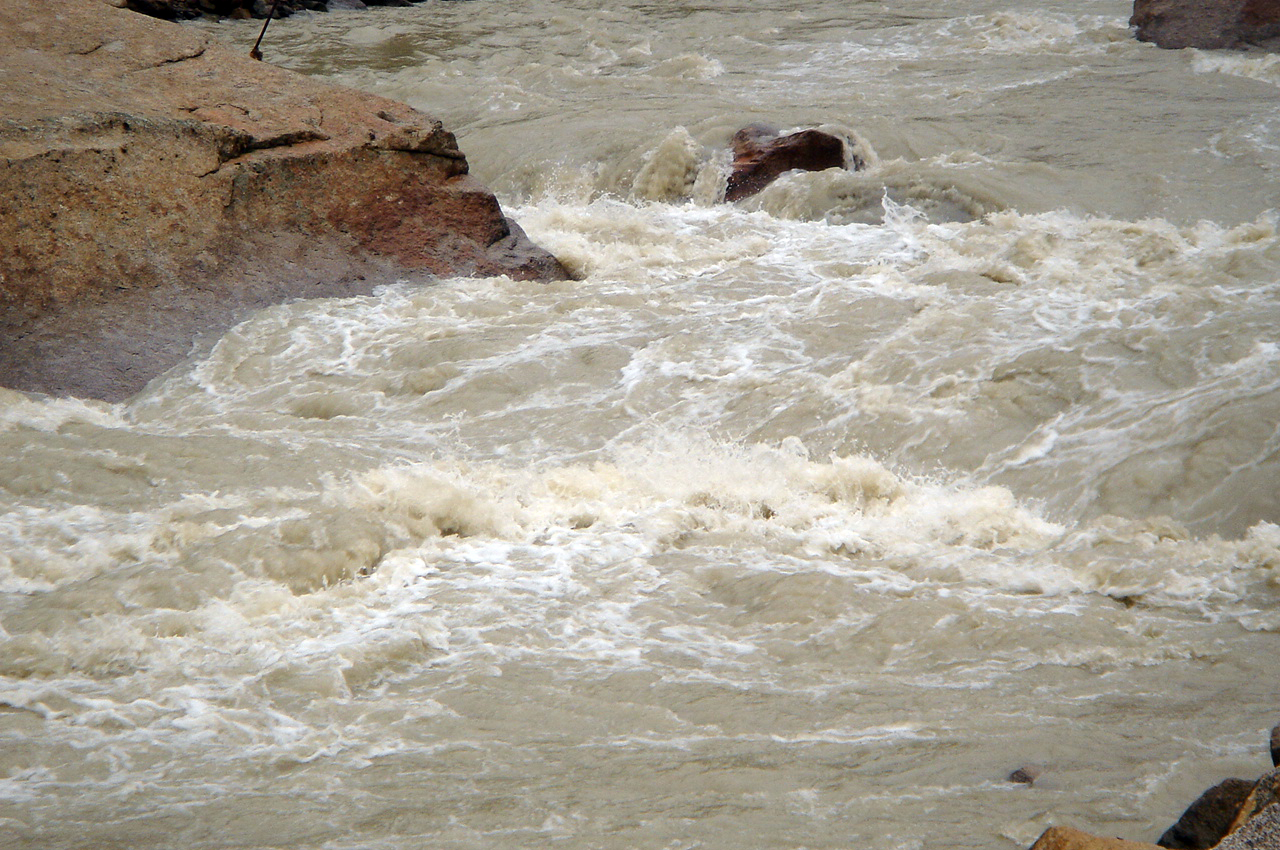
ヤルンツァンポ川のホワイトウォーター（激流）。

1990年代以降、ヤルンツァンポ川は、探検やホワイトウォーター・カヤックでの下降を試みる数多くのチームがやってくるようになった。この川は、その極限的な条件から、「川のエベレスト (Everest of Rivers)」と称されるようになった。
1998年10月、ナショナルジオグラフィック協会がスポンサーとなった遠征隊が、カヤックによる雅魯蔵布大峡谷の下降に挑んだ。予想外の水量にみまわれ、この遠征はカヤックのエキスパートだったダグ・ゴードンが命を落とす悲劇的な結果となった。
2002年の1月から2月にかけて、スコット・リンドグレン (Scott Lindgren)、スティーヴ・フィッシャー (Steve Fisher)、マイク・アボット (Mike Abbott)、アラン・エラード (Allan Ellard)、ダスティン・クナップ (Dustin Knapp)、ジョニー・カーン (Johnnie Kern)、ウィリー・カーン (Willie Kern) から成る国際的なメンバー編成の一隊が、ツァンポ峡谷上流部の完全な下降に初めて成功した。

## 水力発電ダム計画
2024年12月、中国政府がヤルンツァンポ川下流に、三峡ダムを凌ぐ建設費用で世界最大級の水力発電ダムを建設する計画を承認した、インドはこれに対して憂慮していると伝えられている。